# Amar de olhos abertos
Amar de olhos abertos (em espanhol: Amarse con los ojos abiertos), é um ensaio de autoajuda ficcional escrito por Jorge Bucay e Silvia Salinas, publicado em 2000.
No livro, Bucay conta a história de um homem e uma mulher que começam a relação enviando um e-mail errado, dando início a uma relação que faz os leitores refletirem sobre o significado do termo "casal".
O aparecimento do livro se deve à frase da escritora Marguerite Yourcenar; “Amar-te com os olhos fechados é amar-te cegamente, amar-te olhando-te nos olhos e vendo tal como és seria insensatez e, no entanto, prefiro que me ames com loucura”.